# Компрачикос
Компрачикос (на испански: comprachicos, comprapequeños) е неологизъм, който означава купувачи на деца.
Mрез периода XIII – XVII век в Испания, Англия, Германия, Франция и някои други европейски държави това са крадци или прекупвачи на деца, които ги превръщат в изроди или ги модифицират по различни начини, за да могат след това да ги продадат като шутове, акробати и други подобни.
Терминът получава широка употреба вследствие от романа „Човекът, който се смее“ на Виктор Юго. Много автори считат, че самата дума comprachicos е измислена от Юго.